# Cameron Mason
Cameron Mason (Linlithgow, 18 de agosto de 2000) es un deportista británico que compite en ciclismo en las modalidades de ciclocrós y ruta. Ganó una medalla de plata en el Campeonato Mundial de Ciclocrós de 2024 y una medalla de plata en el Campeonato Europeo de Ciclocrós de 2023.

## Medallero internacional

### Ciclocrós
| Campeonato Mundial | Campeonato Mundial      | Campeonato Mundial | Campeonato Mundial |
| Año                | Lugar                   | Medalla            | Competición        |
| ------------------ | ----------------------- | ------------------ | ------------------ |
| 2024               | Tábor (República Checa) | Medalla de plata   | Relevo mixto       |
| Campeonato Europeo |                         |                    |                    |
| Año                | Lugar                   | Medalla            | Competición        |
| 2023               | Pontchâteau (Francia)   | Medalla de plata   | Individual         |

## Palmarés

### Ciclocrós
2021-2022
- 2.º en el Campeonato del Reino Unido de Ciclocrós

2022-2023
- Campeonato del Reino Unido de Ciclocrós

2023-2024
- Campeonato del Reino Unido de Ciclocrós